# ヘブライ文字 (Unicodeのブロック)
ヘブライ文字（ヘブライもじ、英語: Hebrew）は、Unicodeの12個目のブロック。

## 解説
中東西部に位置するイスラエル及びイスラエル国外のユダヤ人の間で用いられるヘブライ語（現代ヘブライ語）や、旧約聖書（トーラー）を記すのに用いられたユダヤ教の聖典言語である古代ヘブライ語（聖書ヘブライ語）、イディッシュ語やラディーノ語（ユダヤ・スペイン語）、ユダヤ・タート語など、ユダヤ教を信仰するユダヤ人以外の民族の話す言語の表記にも用いられるヘブライ文字を収録している。
ヘブライ文字は音素文字のうち、アラビア文字などと同様に子音のみを記述するアブジャドであり、通常は母音を表記しない。ただし、辞書や聖書、基礎教育用の教材などでは発音を明示する必要があるため、その際に用いられる発音記号（ニクード及びタアメー・ハミクラー）についても本ブロックに収録されている。書字方向についてもアラビア文字と同様に右からの左へと綴る右横書きである。
一部の字母についてはソフィートと呼ばれる、語末に来るときの専用の形に変化するものもあるため、それらは符号位置が分けられている。
中世イタリアで発達したラシ書体や通常の文字とは大きく形状の異なるヘブライ文字の筆記体もUnicode上は同じ文字体系として統一されている。
Unicodeのバージョン1.0においても「ヘブライ文字(Hebrew)」というブロック名で制定されていた。

## 収録文字
「ラテン文字転写」の列は古典ヘブライ語用のヘブライ文字のラテン翻字方式の一つであるISO 259に従う。
| コード                     | 文字 | 文字名（英語）                     | 用例・説明 | ラテン文字転写 |
| -------------------------- | ---- | ---------------------------------- | --- | -------------- |
| 聖書朗唱用記号             |      |                                    | |                |
| U+0591                     | ֑     | HEBREW ACCENT ETNAHTA              | 聖書朗唱用記号（タアメー・ハミクラー）の一つ。詩の最初の節の終端を表す。 atnahとも呼ばれる。 |                |
| U+0592                     | ֒     | HEBREW ACCENT SEGOL                | 聖書朗唱用記号（タアメー・ハミクラー）の一つ。 記号名の"segol"はこの記号の形状を指す「ブドウの房」を意味する。 segoltaとも呼ばれる。 |                |
| U+0593                     | ֓     | HEBREW ACCENT SHALSHELET           | 聖書朗唱用記号（タアメー・ハミクラー）の一つ。 |                |
| U+0594                     | ֔     | HEBREW ACCENT ZAQEF QATAN          | 聖書朗唱用記号（タアメー・ハミクラー）の一つ。高く始まり、最後だけ低い音で読むことを表す。 |                |
| U+0595                     | ֕     | HEBREW ACCENT ZAQEF GADOL          | 聖書朗唱用記号（タアメー・ハミクラー）の一つ。詩中で二つの節の境界を表す。 |                |
| U+0596                     | ֖     | HEBREW ACCENT TIPEHA               | 聖書朗唱用記号（タアメー・ハミクラー）の一つ。 tarha, me'aylaあるいはmaylaとも呼ばれる。 |                |
| U+0597                     | ֗     | HEBREW ACCENT REVIA                | 聖書朗唱用記号（タアメー・ハミクラー）の一つ。ゆっくりとした下向きの調子で読まれ、途中で上向きに切れる休止が入ることを表す。 |                |
| U+0598                     | ֘     | HEBREW ACCENT ZARQA                | 聖書朗唱用記号（タアメー・ハミクラー）の一つ。 tsinorit, zinorit, tsinorあるいはzinorとも呼ばれる。 zarqaやtsinorとして使われて上中央に配置されている場合と、tsinoritとして用いる場合にこちらを使用する。U+05AEを参照。 zarqaの場合、全体がゆっくりと低くなっていくように歌うことを表す。 |                |
| U+0599                     | ֙     | HEBREW ACCENT PASHTA               | 聖書朗唱用記号（タアメー・ハミクラー）の一つ。qadmaと同一の形状だが、アクセント位置だけでなく語末の文字にも置かれる。 |                |
| U+059A                     | ֚     | HEBREW ACCENT YETIV                | 聖書朗唱用記号（タアメー・ハミクラー）の一つ。非常に高い音で始まり、その後突然低く下がるように歌うことを表す。 |                |
| U+059B                     | ֛     | HEBREW ACCENT TEVIR                | 聖書朗唱用記号（タアメー・ハミクラー）の一つ。低音で歌われ、最初は下向きに、最後は上向きに歌うことを表す。 |                |
| U+059C                     | ֜     | HEBREW ACCENT GERESH               | 聖書朗唱用記号（タアメー・ハミクラー）の一つ。 teresとも呼ばれる。 |                |
| U+059D                     | ֝     | HEBREW ACCENT GERESH MUQDAM        | 聖書朗唱用記号（タアメー・ハミクラー）の一つ。 ニクードの方のgereshと区別するために文字名がgeresh muqdamとなっている。 |                |
| U+059E                     | ֞     | HEBREW ACCENT GERSHAYIM            | 聖書朗唱用記号（タアメー・ハミクラー）の一つ。 |                |
| U+059F                     | ֟     | HEBREW ACCENT QARNEY PARA          | 聖書朗唱用記号（タアメー・ハミクラー）の一つ。telisha gedolaとqetanaを組み合わせたメロディで読むことを表す。 pazer gadolとも呼ばれる。 |                |
| U+05A0                     | ֠     | HEBREW ACCENT TELISHA GEDOLA       | 聖書朗唱用記号（タアメー・ハミクラー）の一つ。上がってから下がる音で読まれることを表す。telisha qetanaも同じメロディだがこちらの方が長く発音されることを表す。 |                |
| U+05A1                     | ֡     | HEBREW ACCENT PAZER                | 聖書朗唱用記号（タアメー・ハミクラー）の一つ。強調などのために読み上げ中に単語を大幅に引き延ばすことを表す。 pazer qatanとも呼ばれる。 |                |
| U+05A2                     | ֢     | HEBREW ACCENT ATNAH HAFUKH         | 聖書朗唱用記号（タアメー・ハミクラー）の一つ。 |                |
| U+05A3                     | ֣     | HEBREW ACCENT MUNAH                | 聖書朗唱用記号（タアメー・ハミクラー）の一つ。通常、フレーズ内の音節の数が長すぎて、すべての音節に対応するために追加の音符が必要な場合に使用される。 |                |
| U+05A4                     | ֤     | HEBREW ACCENT MAHAPAKH             | 聖書朗唱用記号（タアメー・ハミクラー）の一つ。 |                |
| U+05A5                     | ֥     | HEBREW ACCENT MERKHA               | 聖書朗唱用記号（タアメー・ハミクラー）の一つ。 yoredとも呼ばれる。 |                |
| U+05A6                     | ֦     | HEBREW ACCENT MERKHA KEFULA        | 聖書朗唱用記号（タアメー・ハミクラー）の一つ。長く、後に行くほど揺れた音程で読まれることを表す。 |                |
| U+05A7                     | ֧     | HEBREW ACCENT DARGA                | 聖書朗唱用記号（タアメー・ハミクラー）の一つ。アシュケナジムの間では速い下り坂で暗誦されることを、セファルディムの間では上昇調で読むことを、モロッコのユダヤ人の間では中央で揺れながら下降して読まれることを表す。 |                |
| U+05A8                     | ֨     | HEBREW ACCENT QADMA                | 聖書朗唱用記号（タアメー・ハミクラー）の一つ。pashtaと同一の形状だが、常にアクセントのある音節に配置され、語末に置かれることはない。 azlaとも呼ばれる。 |                |
| U+05A9                     | ֩     | HEBREW ACCENT TELISHA QETANA       | 聖書朗唱用記号（タアメー・ハミクラー）の一つ。上がってから下がる音で読まれることを表す。telisha gedolaも同じメロディだがこちらの方が短く発音されることを表す。 |                |
| U+05AA                     | ֪     | HEBREW ACCENT YERAH BEN YOMO       | 聖書朗唱用記号（タアメー・ハミクラー）の一つ。長く、だんだん下がる音程で読まれることを表す。 galgalとも呼ばれる。 |                |
| U+05AB                     | ֫     | HEBREW ACCENT OLE                  | 聖書朗唱用記号（タアメー・ハミクラー）の一つ。また、朗唱用の用途以外にも強調を表すマーカーとしても用いられる。 |                |
| U+05AC                     | ֬     | HEBREW ACCENT ILUY                 | 聖書朗唱用記号（タアメー・ハミクラー）の一つ。 |                |
| U+05AD                     | ֭     | HEBREW ACCENT DEHI                 | 聖書朗唱用記号（タアメー・ハミクラー）の一つ。 |                |
| U+05AE                     | ֮     | HEBREW ACCENT ZINOR                | 聖書朗唱用記号（タアメー・ハミクラー）の一つ。必ずmerkhaあるいはmahapakhと共に用いられる。 ヘブライ語でtsinorあるいはzarqaとも呼ばれる。 zarqaやtsinorが左上に配置されている場合にこちらを使用する。U+0598を参照。 |                |
| U+05AF                     | ֯     | HEBREW MARK MASORA CIRCLE          | |                |
| 合成可能な点および約物     |      |                                    | |                |
| U+05B0                     | ְ     | HEBREW POINT SHEVA                 | 母音記号シェヴァー。母音[ə]あるいは母音が無いことを表していた。 現代ヘブライ語では[e]あるいは無母音で読まれる。 発音記号で用いられるラテン文字の「シュワー(ə)」の文字名はこの記号名に由来する。 | °              |
| U+05B1                     | ֱ     | HEBREW POINT HATAF SEGOL           | 母音記号ハタフ・セゴール。母音[e]を表す。 古典ヘブライ語では短母音の[ɛ]を表していたが、現代ヘブライ語では半狭母音と半広母音の区別、および母音の長短の区別が失われた。 | ḝ              |
| U+05B2                     | ֲ     | HEBREW POINT HATAF PATAH           | 母音記号ハタフ・パタフ。母音[a]を表す。 古典ヘブライ語では短母音の[a]を表していたが、現代ヘブライ語では母音の長短の区別が失われた。 | ă              |
| U+05B3                     | ֳ     | HEBREW POINT HATAF QAMATS          | 母音記号ハタフ・パタフ。母音[o]を表す。 古典ヘブライ語では短母音の[ɔ]を表していたが、現代ヘブライ語では半狭母音と半広母音の区別、および母音の長短の区別が失われた。 | ŏ              |
| U+05B4                     | ִ     | HEBREW POINT HIRIQ                 | 母音記号ヒリック。母音[i]を表す。 | i              |
| U+05B5                     | ֵ     | HEBREW POINT TSERE                 | 母音記号ツェーレー。母音[e]を表す。 古典ヘブライ語では長母音の[eː]を表していたが、現代ヘブライ語では母音の長短の区別が失われた。 | e              |
| U+05B6                     | ֶ     | HEBREW POINT SEGOL                 | 母音記号セゴール。母音[e]を表す。 古典ヘブライ語では[ɛː]を表していたが、現代ヘブライ語では半狭母音と半広母音の区別、および母音の長短の区別が失われた。 | ȩ              |
| U+05B7                     | ַ     | HEBREW POINT PATAH                 | 母音記号パタフ。母音[a]を表す。 古典ヘブライ語では長母音の[aː]を表していたが、現代ヘブライ語では母音の長短の区別が失われた。 通常ニクード付きの文章では何も書かれていなければこの母音がついていることを想定するため、明示的に書かれないこともしばしばある。 | a              |
| U+05B8                     | ָ     | HEBREW POINT QAMATS                | 母音記号カマツ。母音[a]または[o]を表す。 古典ヘブライ語では[ɔː]を表していたが、現代ヘブライ語では半狭母音と半広母音の区別、および母音の長短の区別が失われた。 一般的に、あるいは正書法ではqamats gadolとして使用され、qamats qatanとは区別される。 | å              |
| U+05B9                     | ֹ     | HEBREW POINT HOLAM                 | 母音記号ホラム。母音[o]を表す。 子音字母の左上に置かれる。 字母vav（U+05D5 ו）に付く場合、vavが子音字として用いられており、[vo]と発音することを表す。この組み合わせをVav Halumaと呼ぶ。 | o              |
| U+05BA                     | ֺ     | HEBREW POINT HOLAM HASER FOR VAV   | 母音記号ホラムが字母vav（U+05D5 ו）に付く際に、vavが子音字ではなく母音字を表している場における形。頭子音[v]を伴わない単独の母音[o]を表す。この組み合わせをHolam Maleと呼ぶ。 字母vavの左上ではなく真上ないしは右上に書かれることから、振る舞いがU+05B9と異なるため、Unicodeのバージョン5.0で符号位置が分けられた。 | ŵ              |
| U+05BB                     | ֻ     | HEBREW POINT QUBUTS                | 母音記号クブツ。母音[u]を表す。 | u              |
| U+05BC                     | ּ     | HEBREW POINT DAGESH OR MAPIQ       | ダゲシュと呼ばれる子音字を軟音化（摩擦音化）する記号、あるいはマピックと呼ばれる字母he（U+05D4 ה）が準母音ではなく発音されることを示す記号。 また、シュルク(shuruq)と呼ばれる、準母音[u]として字母vav（U+05D5 ו）が用いられる場合にvavに付けられる記号としても用いられる。 合成先の文字の内側に書かれる。字母vav（U+05D5 ו）に付く場合はvavの左に書かれる。 | ẇ              |
| U+05BD                     | ֽ     | HEBREW POINT METEG                 | メテグ。聖書朗唱用記号（タアメー・ハミクラー）の一つで、単語の副アクセント位置を表す。 ソフ・パスーク（U+05C3 ׃）のメロディを表す際に、この記号はアクセント位置ではなく語末に置かれるため、どこまでがメロディの「準備部分」なのかを明示するためにアクセント位置に置かれる。 通常は母音点の左側に書かれるが、文書によっては母音点の右や真ん中に書かれることがあるため、これを区別するためにCGJ（図形素結合子 U+034F）、ZWJ（ゼロ幅接合子 U+200D）、ZWNJ（ゼロ幅非接合子 U+200C）を使用することが提案された。 ヘブライ語でsiluqとも呼ばれる。 |                |
| U+05BE                     | ־    | HEBREW PUNCTUATION MAQAF           | マカフ。二つの語が緊密な関係にあることを表すために互いの語の間に書かれる。ラテン文字などのハイフンに相当する。 |                |
| U+05BF                     | ֿ     | HEBREW POINT RAFE                  | 子音字を破裂音ではなく摩擦音として発音することを表す記号。ダゲシュと機能的に類似している。 現在のヘブライ語聖書ではダゲシュが主に用いられるためこの記号の使用は限定的だが、イディッシュ語では現在もこの記号が用いられている。 また、マピック(U+05BC)とは逆に字母he(ה)或いはalef(א)が黙音の準母音字であることを示すのにも用いられる。 |                |
| U+05C0                     | ׀    | HEBREW PUNCTUATION PASEQ           | 聖書朗唱用記号（タアメー・ハミクラー）の一つ。機能ははっきりしておらず、いくつかの仮説が存在する。パセク（英語: Hebrew_punctuation#Vertical_bar_and_paseq）を参照。 legarmehとも呼ばれる。 合成可能な点としてではなく、文字幅を持った句読点として扱われる場合がある。 |                |
| U+05C1                     | ׁ     | HEBREW POINT SHIN DOT              | 字母shin(U+05E9 ש)の発音が[ʃ]と読まれることを明示するために付ける点。shinの右上に置かれる。 |                |
| U+05C2                     | ׂ     | HEBREW POINT SIN DOT               | 字母shin(U+05E9 ש)の発音が[s]と読まれることを明示するために付ける点。shinの左上に置かれる。 |                |
| U+05C3                     | ׃    | HEBREW PUNCTUATION SOF PASUQ       | ソフ・パスーク。節の終わりを表す約物。詩として読むべき箇所が終わったことを表す聖書朗唱用記号（タアメー・ハミクラー）としても用いられる。朗唱用記号としても固有のメロディを持つが、通常の記号と違い単語のアクセント位置ではなく語末に置かれるため、どこまでが「準備部分」であるかを表すためにメテグ記号(U+05BD ֽ)と併用される。 ヘブライ文字におけるコロンとして使用されることがある。 |                |
| 特殊な約物                 |      |                                    | |                |
| U+05C4                     | ׄ     | HEBREW MARK UPPER DOT              | |                |
| U+05C5                     | ׅ     | HEBREW MARK LOWER DOT              | 特殊な約物（punctum extraordinarium）（詩篇 27:13）。 |                |
| 合成可能な点および約物     |      |                                    | |                |
| U+05C6                     | ׆    | HEBREW PUNCTUATION NUN HAFUKHA     | 歴史的には字母nunに由来しているわけではない。 |                |
| U+05C7                     | ׇ     | HEBREW POINT QAMATS QATAN          | |                |
| ISO 8859-8に基づく文字     |      |                                    | |                |
| U+05D0                     | א    | HEBREW LETTER ALEF                 | アレフ。子音[ʔ]を表す。但し現代ヘブライ語では発音されない（母音のみ読まれる）ことが多い。 alephとも転写される。 | ʾ              |
| U+05D1                     | ב    | HEBREW LETTER BET                  | ベート。子音[b]あるいは[v]（ダゲシュが付いた時の軟音）を表す。 | b              |
| U+05D2                     | ג    | HEBREW LETTER GIMEL                | ギーメル。子音[ɡ]あるいは[ɣ]（ダゲシュが付いた時の軟音）を表す。 | g              |
| U+05D3                     | ד    | HEBREW LETTER DALET                | ダレット。子音[d]あるいは[ð]（ダゲシュが付いた時の軟音）を表す。 | d              |
| U+05D4                     | ה    | HEBREW LETTER HE                   | ヘー。子音[h]を表す。準母音として母音のa、e、oを表すこともある。 | h              |
| U+05D5                     | ו    | HEBREW LETTER VAV                  | ヴァヴまたはワーウ。子音[v]を表す。 現代ヘブライ語ではבの軟音と発音が同化しているが、古典ヘブライ語では[w]を表していた。 準母音として u または o を表すことがある。 | w              |
| U+05D6                     | ז    | HEBREW LETTER ZAYIN                | ザイン。子音[z]を表す。 | z              |
| U+05D7                     | ח    | HEBREW LETTER HET                  | ヘット。子音[x]を表す。 現代ヘブライ語ではכの軟音と発音が同化しているが、古典ヘブライ語では[ħ]を表していた。 | ḥ              |
| U+05D8                     | ט    | HEBREW LETTER TET                  | テット。子音[t]を表す。 現代ヘブライ語ではtav（U+05EA ת）と発音が同化しているが、古典ヘブライ語ではアラビア文字の「ط」（ター）のように咽頭化または軟口蓋化された無声歯茎破裂音(/ᵵ/)で発音されていた。 | ṭ              |
| U+05D9                     | י    | HEBREW LETTER YOD                  | ヨッドあるいはユッド。子音[j]を表す。 | y              |
| U+05DA                     | ך    | HEBREW LETTER FINAL KAF            | 字母kaf（U+05DB כ）の語末形（ソフィート）。 | k              |
| U+05DB                     | כ    | HEBREW LETTER KAF                  | カフ。子音[k]あるいは[x]（ダゲシュが付いた時の軟音）を表す。 | k              |
| U+05DC                     | ל    | HEBREW LETTER LAMED                | ラメッド。子音[l]を表す。 | l              |
| U+05DD                     | ם    | HEBREW LETTER FINAL MEM            | 字母mem（U+05DE מ）の語末形（ソフィート）。 | m              |
| U+05DE                     | מ    | HEBREW LETTER MEM                  | メム。子音[m]を表す。 | m              |
| U+05DF                     | ן    | HEBREW LETTER FINAL NUN            | 字母nun（U+05E0 נ）の語末形（ソフィート）。 | n              |
| U+05E0                     | נ    | HEBREW LETTER NUN                  | ヌン。子音[n]を表す。 | n              |
| U+05E1                     | ס    | HEBREW LETTER SAMEKH               | サメフ。子音[s]を表す。 | s              |
| U+05E2                     | ע    | HEBREW LETTER AYIN                 | アイン。子音[ʕ]を表す。但し現代ヘブライ語では発音されない（母音のみ読まれる）ことが多い。 | ʿ              |
| U+05E3                     | ף    | HEBREW LETTER FINAL PE             | 字母pe（U+05E4 פ）の語末形（ソフィート）。 | p              |
| U+05E4                     | פ    | HEBREW LETTER PE                   | ペー。子音[p]あるいは[f]（ダゲシュが付いた時の軟音）を表す。 | p              |
| U+05E5                     | ץ    | HEBREW LETTER FINAL TSADI          | 字母tsadi（U+05E6 צ）の語末形（ソフィート）。 | ṣ              |
| U+05E6                     | צ    | HEBREW LETTER TSADI                | ツァディ。子音[t͡s]を表す。 zadeとも転写される。 古典ヘブライ語ではアラビア文字の「ص」（サード）のように咽頭化または軟口蓋化された無声歯茎摩擦音(/ᵴ/)で発音されていた。 | ṣ              |
| U+05E7                     | ק    | HEBREW LETTER QOF                  | コフまたはクフ。子音[k]を表す。 現代ヘブライ語ではכと発音が同化しているが、古典ヘブライ語では[q]を表していた。 | q              |
| U+05E8                     | ר    | HEBREW LETTER RESH                 | レーシュ。子音[ʁ]を表す。 古典ヘブライ語では[ɾ]を表していた。 | r              |
| U+05E9                     | ש    | HEBREW LETTER SHIN                 | シーンまたはスィーン。子音[ʃ]あるいは[s]を表す。 発音記号で二つの発音の違いを明記する場合は[ʃ]の時は右上に、[s]の時は左上に点を付けることで区別する。 | s̀, ś, š        |
| U+05EA                     | ת    | HEBREW LETTER TAV                  | タヴ。子音[t]あるいは[θ]（ダゲシュが付いた時の軟音）を表す。 | t              |
| 記号                       |      |                                    | |                |
| U+05EF                     | ׯ    | HEBREW YOD TRIANGLE                | ユダヤ教における神（ヤハウェ、YHVH）の名前を記す際に用いられる略字。ユダヤ教においては偶像崇拝が禁忌とされてため、神の名前を表す神聖四文字(テトラグラマトン、YHVHの文字列のこと)を濫りに書かれることを防ぐ為に直接YHVHの文字列を書くことを避ける目的でこの記号が使用されていた。 |                |
| イディッシュ語用の二重音字 |      |                                    | |                |
| U+05F0                     | װ    | HEBREW LIGATURE YIDDISH DOUBLE VAV | イディッシュ語において、子音[v]または[w]を表す。イディッシュ語において、通常の字母vav（U+05D5 ו）は母音字として扱われる。 tsvey vovnとも呼ばれる。 |                |
| U+05F1                     | ױ    | HEBREW LIGATURE YIDDISH VAV YOD    | イディッシュ語において、二重母音[oi̯]を表す。 |                |
| U+05F2                     | ײ    | HEBREW LIGATURE YIDDISH DOUBLE YOD | イディッシュ語において、二重母音[ei̯]を表す。 母音記号パタフ(U+05B7 ַ)と共に用いられた場合は二重母音[ai̯]を表す。 tsvey yudnとも呼ばれる。 |                |
| 追加の約物                 |      |                                    | |                |
| U+05F3                     | ׳    | HEBREW PUNCTUATION GERESH          | ゲレシュ。主に三つの用途がある。 ①語の末尾に置かれて、そこから後ろが省略されていることを表す省略記号。 ②外来語の子音の発音を示す際に子音字の後に置かれて発音が変化していることを表す発音記号。例えば[t͡ʃ]は"צ׳"、[d͡ʒ]は"ג׳"、[ʒ]は"ז׳"と書かれる。 ③ヘブライ数字を表記する際に字母が表音文字ではなく数字であることを示す記号。数字が1文字の場合に文字の後（左）に書かれる。 |                |
| U+05F4                     | ״    | HEBREW PUNCTUATION GERSHAYIM       | ゲルシャイム。主に二つの用途がある。 ①単語の最後の字の前に置かれて、その語が略語であることを示す。 ②ヘブライ数字を表記する際に字母が表音文字ではなく数字であることを示す記号。数字が複数文字の場合に、最後の文字の前（右）に書かれる。 |                |

## 小分類
このブロックの小分類は「聖書朗唱用記号」（Cantillation marks）、「合成可能な点および約物」（Points and punctuation）、「特殊な約物」（Puncta extraordinaria）、「ISO 8859-8に基づく文字」（Based on ISO 8859-8）、「記号」（Sign）、「イディッシュ語用の二重音字」（Yiddish digraphs）、「追加の約物」（Additional punctuation）の7つとなっている。本ブロックでは、Unicodeのバージョン更新時の文字追加が隙間を埋める形で行われた影響で、同一の小分類に属する文字が飛び飛びの符号位置に割り当てられていることがある。

### 聖書朗唱用記号（Cantillation marks）
この小分類にはヘブライ文字で書かれた旧約聖書などの文章を歌うように読む（キャンティレーション）場合の朗唱用記号（タアメー・ハミクラー、英語では"trope"と呼ばれる）が収録されている。これらの記号はニクードと共に子音字に結合された状態で書かれ、単語のアクセント位置に置かれる。音符のような役割をもち、どのような調子で読むべきなのかを記述するために用いられる。特筆する事項が無い限りはそれぞれ記号に対応する固有のメロディ（音程の変化、長さ）で歌うことを表すが、同じ記号に対しても民族（セファルディム、アシュナケジムなど）、派閥や地域によって異なるメロディで歌われることがある。この記号が指定するメロディは記号が置かれた文字より前の「準備部分」とその文字以降の部分に分かれ、それぞれをどのようなメロディで読むかを知ることができる。

### 合成可能な点および約物（Points and punctuation）
この小分類にはヘブライ文字において母音や子音の読み方を明示するための発音記号であるニクード（ニクダー）及び、ヘブライ文字における約物を収録している。文字名にpoint(点)とあるものは文字幅を持たず直前の文字の周囲に書かれる結合文字であることを表しており、文字幅を持って（”前進を伴う”文字として）レンダーされるpunctuation(約物)と対比的な表現となっている。

### 特殊な約物（Puncta extraordinaria）
この小分類にはヘブライ文字における特殊な約物を収録している。ブロック名の"puncta extraordinaria"はラテン語で「特殊な約物」を意味する。

### ISO 8859-8に基づく文字（Based on ISO 8859-8）
この小分類には基本的なヘブライ文字の字母を収録している。分類名の通りヘブライ文字の符号化方式の一つであるISO 8859-8に準拠している。符号位置の順序はおおむね伝統的なヘブライ文字の並び順である「北西セム順」に従っている。

### 記号（Sign）
この小分類にはヘブライ文字において神の名前を記す際に用いられる記号１文字を収録している。

### イディッシュ語用の二重音字（Yiddish digraphs）
この小分類にはユダヤ系のディアスポラのうちドイツ語圏や東欧諸国などに定住した人々およびその子孫であるアシュナケジムなどの母語であるイディッシュ語で使われる二重音字（ダイグラフ）を三つ収録している。

### 追加の約物（Additional punctuation）
この小分類にはヘブライ文字において省略記号などとして用いられる二つの記号を収録している。

## 文字コード
| ヘブライ文字(Hebrew)[1] Official Unicode Consortium code chart (PDF) |   |   |   |   |   |   |   |   |   |   |   |   |   |   |   |   |
|                                                                      | 0 | 1 | 2 | 3 | 4 | 5 | 6 | 7 | 8 | 9 | A | B | C | D | E | F |
| U+059x                                                               |   | ֑  | ֒  | ֓  | ֔  | ֕  | ֖  | ֗  | ֘  | ֙  | ֚  | ֛  | ֜  | ֝  | ֞  | ֟  |
| U+05Ax                                                               | ֠  | ֡  | ֢  | ֣  | ֤  | ֥  | ֦  | ֧  | ֨  | ֩  | ֪  | ֫  | ֬  | ֭  | ֮  | ֯  |
| U+05Bx                                                               | ְ  | ֱ  | ֲ  | ֳ  | ִ  | ֵ  | ֶ  | ַ  | ָ  | ֹ  | ֺ  | ֻ  | ּ  | ֽ  | ־ | ֿ  |
| U+05Cx                                                               | ׀ | ׁ  | ׂ  | ׃ | ׄ  | ׅ  | ׆ | ׇ  |   |   |   |   |   |   |   |   |
| U+05Dx                                                               | א | ב | ג | ד | ה | ו | ז | ח | ט | י | ך | כ | ל | ם | מ | ן |
| U+05Ex                                                               | נ | ס | ע | ף | פ | ץ | צ | ק | ר | ש | ת |   |   |   |   | ׯ |
| U+05Fx                                                               | װ | ױ | ײ | ׳ | ״ |   |   |   |   |   |   |   |   |   |   |   |
| 注釈 1.^バージョン15.1時点                                           |   |   |   |   |   |   |   |   |   |   |   |   |   |   |   |   |

## 履歴
以下の表に挙げられているUnicode関連のドキュメントには、このブロックの特定の文字を定義する目的とプロセスが記録されている。
| バージョン   | コードポイント                    | 文字数 | L2 ID       | ドキュメント |
| ------------ | --------------------------------- | ------ | ----------- | --- |
| 1.0          | U+05D0..05EA,05F0..05F2           | 30     | X3L2/96-069 | Michel Suignard (1 August 1996), Ballot for first CD for the revision of ISO/IEC 8859-8 (Latin/Hebrew) (英語)                                                                                   |
| 1.0          | U+05D0..05EA,05F0..05F2           | 30     | X3L2/96-070 | ISO/IEC 8859-8 (Latin/Hebrew) 1st CD (英語), 1996 |
| 1.0          | U+05D0..05EA,05F0..05F2           | 30     | L2/97-222   | Stefan Fuchs (11 September 1997), Final text for DIS ballot of CD 8859-8 - Latin Hebrew alphabet (英語)                                                                                         |
| 1.0          | U+05D0..05EA,05F0..05F2           | 30     | L2/97-232   | Winkler (14 October 1997), DIS ballot of CD 8859-8 - Latin Hebrew alphabet (英語) |
| 1.0          | U+05D0..05EA,05F0..05F2           | 30     | L2/98-120   | SC2/WG3 N428 (5 February 1998), Table of replies to DIS 8859-8 - Latin Hebrew (英語) |
| 1.0          | U+05C0,05C3                       | 2      | L2/98-192   | ISO 8957 (15 December 1996), Hebrew alphabet coded character set for bibliographic information interchange (英語)                                                                               |
| 1.0          | U+05B0..05B9,05BB,05BF,05C1..05C2 | 14     | L2/98-242   | NB Ireland; SC2 N3132 (6 July 1998), Application for Registration No.219, Hebrew alphabet coded character set for bibliographic information interchange, part 1 (英語)                          |
| 1.0          | U+05B0..05B9,05BB,05BF,05C1..05C2 | 14     | L2/03-195   | Peter Constable (10 June 2003), Proposal to Encode Alternative Characters for Biblical Hebrew (英語)                                                                                            |
| 1.0          | U+05F3..05F4                      | 2      | L2/98-242   | NB Ireland; SC2 N3132 (6 July 1998), Application for Registration No.219, Hebrew alphabet coded character set for bibliographic information interchange, part 1 (英語)                          |
| 1.0          | U+05F3..05F4                      | 2      | L2/12-283   | Mark Davis (29 July 2012), Handling fake Gershayim and Garesh in Hebrew words (UAX #29) (英語)                                                                                                  |
| 1.0          | U+05BD                            | 1      | L2/03-195   | Peter Constable (10 June 2003), Proposal to Encode Alternative Characters for Biblical Hebrew (英語)                                                                                            |
| 1.0          | U+05BD                            | 1      | L2/04-194   | Peter Kirk (7 June 2004), On the Hebrew mark Meteg (英語) |
| 1.0          | U+05BD                            | 1      | L2/04-213   | Jony Rosenne (7 June 2004), Responses to Several Hebrew Related Items (英語) |
| 1.0          | U+05BE                            | 1      | L2/06-104   | Ilya Konstantinov (6 April 2006), Konstantinov comment on Hebrew Maqaf (英語) |
| 2.0          | U+0591..05A1,05A3..05AF           | 30     | L2/98-192   | ISO 8957 (15 December 1996), Hebrew alphabet coded character set for bibliographic information interchange (英語)                                                                               |
| 2.0          | U+0591..05A1,05A3..05AF           | 30     | L2/98-243   | NB Ireland; SC2 N3133 (6 July 1998), Application for Registration No.220,Hebrew alphabet coded character set for bibliographic information interchange, part 2 (英語)                           |
| 2.0          | U+0591..05A1,05A3..05AF           | 30     | L2/00-427   | Helmut Richter (6 December 2000), Hebrew cantillation marks and their encoding (was linked to lrz-muenchen.de) (英語)                                                                           |
| 2.0          | U+0591..05A1,05A3..05AF           | 30     | L2/00-429   | Helmut Richter (7 December 2000), Comments to Ken Whistler’s explanation on “ Errors in tables and data (Hebrew diacritics)” (英語)                                                             |
| 2.0          | U+05C4                            | 1      |             | (to be determined) |
| 4.1          | U+05C5..05C6                      | 2      | L2/04-089   | Michael Everson (4 February 2004), Proposal to add two Masoretic punctuation marks (WG2 N2714) (英語)                                                                                           |
| 4.1          | U+05C7                            | 1      | L2/04-213   | Jony Rosenne (7 June 2004), Responses to Several Hebrew Related Items (英語) |
| 4.1          | U+05C7                            | 1      | L2/04-346   | Peter Kirk (19 August 2004), Proposal to change the provisional code point allocations for proposed characters HEBREW POINT HOLAM HASER FOR VAV and HEBREW POINT QAMATS QATAN (英語)            |
| 5.0          | U+05BA                            | 1      | L2/04-193   | Peter Kirk (7 June 2004), On the Hebrew vowel Holam (英語) |
| 5.0          | U+05BA                            | 1      | L2/04-213   | Jony Rosenne (7 June 2004), Responses to Several Hebrew Related Items (英語) |
| 5.0          | U+05BA                            | 1      | L2/04-306   | Peter Kirk (29 July 2004), Background material for the proposal on the Hebrew vowel HOLAM (英語)                                                                                                |
| 5.0          | U+05BA                            | 1      | L2/04-307   | Peter Kirk; Avi Shmidman; John Cowan; Ted Hopp; Trevor Peterson; Kirk Lowery; Elaine Keown; Stuart Robertson (29 July 2004), New proposal on the Hebrew vowel HOLAM (see also L2/04-193) (英語) |
| 5.0          | U+05BA                            | 1      | L2/04-310   | Michael Everson; Mark E. Shoulson (29 July 2004), Proposal to add Hebrew Point Holam Haser For Vav (英語)                                                                                       |
| 5.0          | U+05BA                            | 1      | L2/04-313   | Peter Kirk (2 August 2004), Response to "Proposal to add HEBREW POINT HOLAM HASER FOR VAV" (see L2/04-310) (英語)                                                                               |
| 5.0          | U+05BA                            | 1      | L2/04-344   | Michael Everson; Mark E. Shoulson (19 August 2004), Disunification costs regarding HOLAM and VAV in Hebrew (英語)                                                                               |
| 5.0          | U+05BA                            | 1      | L2/04-346   | Peter Kirk (19 August 2004), Proposal to change the provisional code point allocations for proposed characters HEBREW POINT HOLAM HASER FOR VAV and HEBREW POINT QAMATS QATAN (英語)            |
| 11.0         | U+05EF                            | 1      | L2/15-092   | Mark E. Shoulson (12 March 2015), Typographic Concerns and the Hebrew Nomina Sacra (英語) |
| 11.0         | U+05EF                            | 1      | L2/16-305   | Mark E. Shoulson (28 October 2016), Proposal to add HEBREW YOD TRIANGLE (英語) |
| 汎用的な挙動 | 汎用的な挙動                      | -      | L2/03-299   | Peter Kirk (25 August 2003), Issues in the Representation of Pointed Hebrew in Unicode (英語)                                                                                                   |
| 汎用的な挙動 | 汎用的な挙動                      | -      | L2/13-211   | Peter Edberg (1 November 2013), Prevent line break between ‘/’ and Hebrew letter (英語) |
| (提案中)     | - (神聖四文字の合字)              | 1      | L2/98-198   | Michael Everson; Mark E. Shoulson (9 May 1998), Draft proposal to add the Hebrew Tetragrammaton to ISO/IEC 10646 (英語)                                                                         |
| (提案中)     | - (追加の朗唱用記号)              | 8      | L2/98-216   | Michael Everson; SC2/WG2 N1749 (25 May 1998), Additional Hebrew cantillation characters for the UCS (英語)                                                                                      |
| (提案中)     | - (Sheva Na)                      | 1      | L2/04-213   | Jony Rosenne (7 June 2004), Responses to Several Hebrew Related Items (英語) |
| (提案中)     | - (Sheva Na)                      | 1      | L2/16-086   | Eliezer May (21 April 2016), Proposal of an additional character to the Hebrew Unicodes: Sheva Na (英語)                                                                                        |
| 1.           |                                   |        |             | |